# ATTACK HAUS
ATTACK HAUS（アタック・ハウス）は、日本のデジタルロック・バンド。2004年、バップよりメジャーデビュー。2006年10月22日から活動停止状態だったが、2007年2月11日から活動再開。しかし2009年以降は再び活動停止している。

## メンバー

### 現メンバー
- MASASHI（マサシ、11月30日 - ）ギター・ボーカル。CASCADE
- SOH（ソウ）ギター
- TOSHIYA（トシヤ）マニピュレイター・プログラミング・ギター
- 山口篤志（ヤマグチ アツシ）ドラム
  - ノンブラリ ドラム担当

### 元メンバー
- MAKKO（マッコウ、6月24日 - ）ベース・ボーカル。元CASCADE
- FUJINO（フジノ）ギター。元Strawberry JAM
- EMIKA（エミカ ）ボーカル。
- SUKE（スケ）マニピュレイター・Vocoder。
- KENICHI（ケンイチ）ドラム。

## ミュージックビデオ
| 監督     | 曲名                                               |
| 本田義信 | 「Digital Arms」「RaggA Meta」「ライフ」「漸-ZEN」 |
| 不明     | 「東京-TriAl」                                     |